# Скотофор
Скотофор — материал, обладающий обратимым свойством потемнения при воздействии определённых типов излучения. Название означает «носитель тьмы» (в противоположность фосфору, что означает «носитель света»). Скотофор темнеет при воздействии интенсивных излучений, таких как солнечный свет. Примеры минералов с такими свойствами — гакманит, содалит, сподумен и тугтупит. Скотофорами являются и некоторые чистые галогениды щелочных металлов.
Скотофор может быть чувствителен к свету, рентгеновским лучам, корпускулярному излучению (например, электронному пучку) или другим воздействиям. Индуцированные полосы поглощения в материале, вызванные F-центрами, созданных в свою очередь вследствие электронного бомбардирования, однако материалы могут быть возвращены в непоглощающее состояние, как правило, под действием света и / или нагрева.
Скотофоры, чувствительные к электронному излучению, могут быть использованы вместо люминофоров в электронно-лучевых трубках, но для создания светопоглощающего, а не светоизлучающего изображения. Такие дисплеи можно просматривать в ярком свете и изображение является стойким до момента стирания.
Изображение будет сохранено вплоть до стирания, то есть до воздействия с высокой интенсивностью инфракрасного излучения или электротермического нагрева. Использование обычного отклонения электронного пучка и формирующих растровых сканирующих цепей, двухуровневые изображения могут быть созданы на мембране и сохранены даже, когда питание из ЭЛТ будет прервано.
В Германии, скотофорные трубки были разработаны компанией Telefunken под названием blauschrift-ROHRE («тёмно-трассировочные трубы»). Механизм заключался в следующем: электронной бомбардировке подвергали слой слюды с прозрачной тонкой плёнкой вольфрама, вследствие чего на индикаторе «тёмно-трассировочной трубы» оставался тёмный след. Это изображение стиралось посредством нагрева при пропускании тока по слою вольфрама. Было выяснено, что даже очень тёмные изображения могут быть стерты за 5-10 секунд.
Скотофоры обычно требуют электронного пучка более высокой интенсивности, чтобы изменить цвет, чем люминофоры для излучения света. Следовательно возможно изготовление экрана с слоями скотофора и люминофора(фосфора), где люминофор помещённый на электронно-лучевую трубку широкого луча низкой интенсивности, осуществляет подсветку для скотофора, с возможностью выбора основных областей экрана, при условии что бомбардирующие электроны обладают высокой энергией, но недостаточной, чтобы проникнуть в люминофор и изменить состояние скотофора.
Основное применение скотофора было в плане индикаторах положения, на специализированных военных радарных дисплеях. Достигаемая яркость позволила проецировать изображения на большей поверхности. Способность быстро записывать устойчивый отпечаток нашла своё применение в некоторых осциллографах.

## Материалы
Хлорид калия используется как скотофор с обозначением Р10 в тёмно-следовых ЭЛТ (также называемых тёмных следов труб, трубок центра цвета, катодохромизных дисплеев или скотофорных труб), например в скиатроне. В этих ЭЛТ заменили обычный светоизлучающий слой люминофора на поверхности экрана на скотофороный слой с хлоридом калия. В свою очередь при ударе электронным пучком по слою хлорида калия в месте воздействия образуется область изменения цвета от полупрозрачного белого до тёмно-пурпурного цвета. Фоновая подсветка такой ЭЛТ с белым или зелёным флуоресцентной лампой, в результате изображение будет выглядеть чёрным на зелёном фоне или пурпурным на белом фоне. Преимущество, в отличие от полу-постоянных отображаемых изображениях, в том, что яркость результирующего отображения ограничена только источником освещения и оптикой. F-центры, однако, имеют тенденцию к агрегации, и экран должен быть нагрет, чтобы полностью удалить изображение.
Изображение на хлориде калия может быть сформировано путём нанесения заряда порядка 0,3 микрокулон на квадратный сантиметр, электронным пучком с энергией, как правило, в 8-10 кэВ. Стирание может быть достигнуто менее чем за секунду при нагревании при 150° С.
Хлорид калия был наиболее распространённым скотофором. Другие галогениды обладают тем же свойством; калий бромистый поглощает в голубовато-конце спектра, в результате чего имеет коричневый след; хлорид натрия производит след, который окрашен в сторону оранжевого цвета.
Также в качестве скотофора в темноследовых ЭЛТ используют модифицированный содалит, восстановительный в атмосфере или имеющий некоторые хлориды, замещённые сульфатами ионов.